# Saint-Jean VS
| VS ist das Kürzel für den Kanton Wallis in der Schweiz. Es wird verwendet, um Verwechslungen mit anderen Einträgen des Namens Saint-Jean zu vermeiden. |

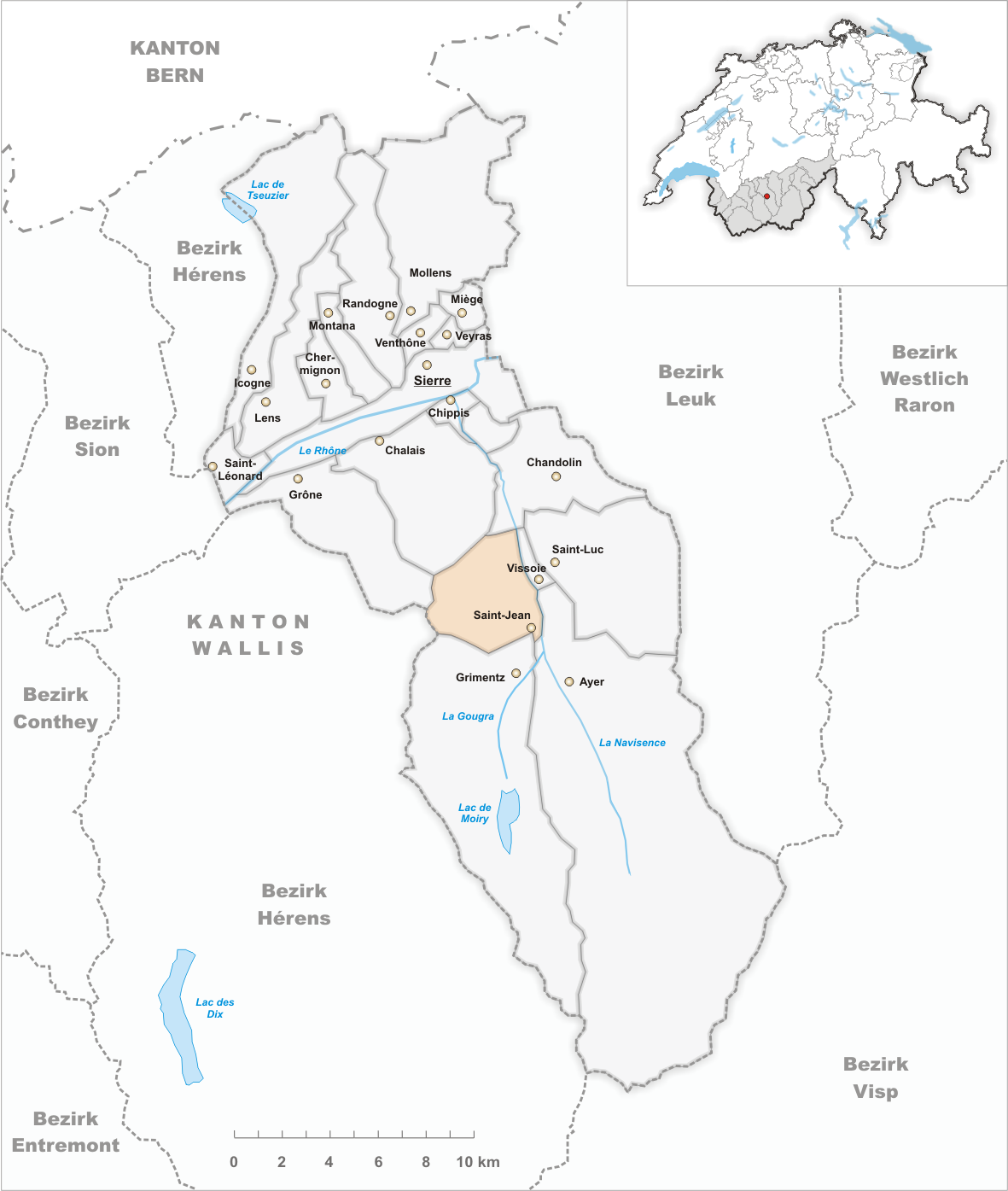
Gemeindestand vor der Fusion am 1. Januar 2009

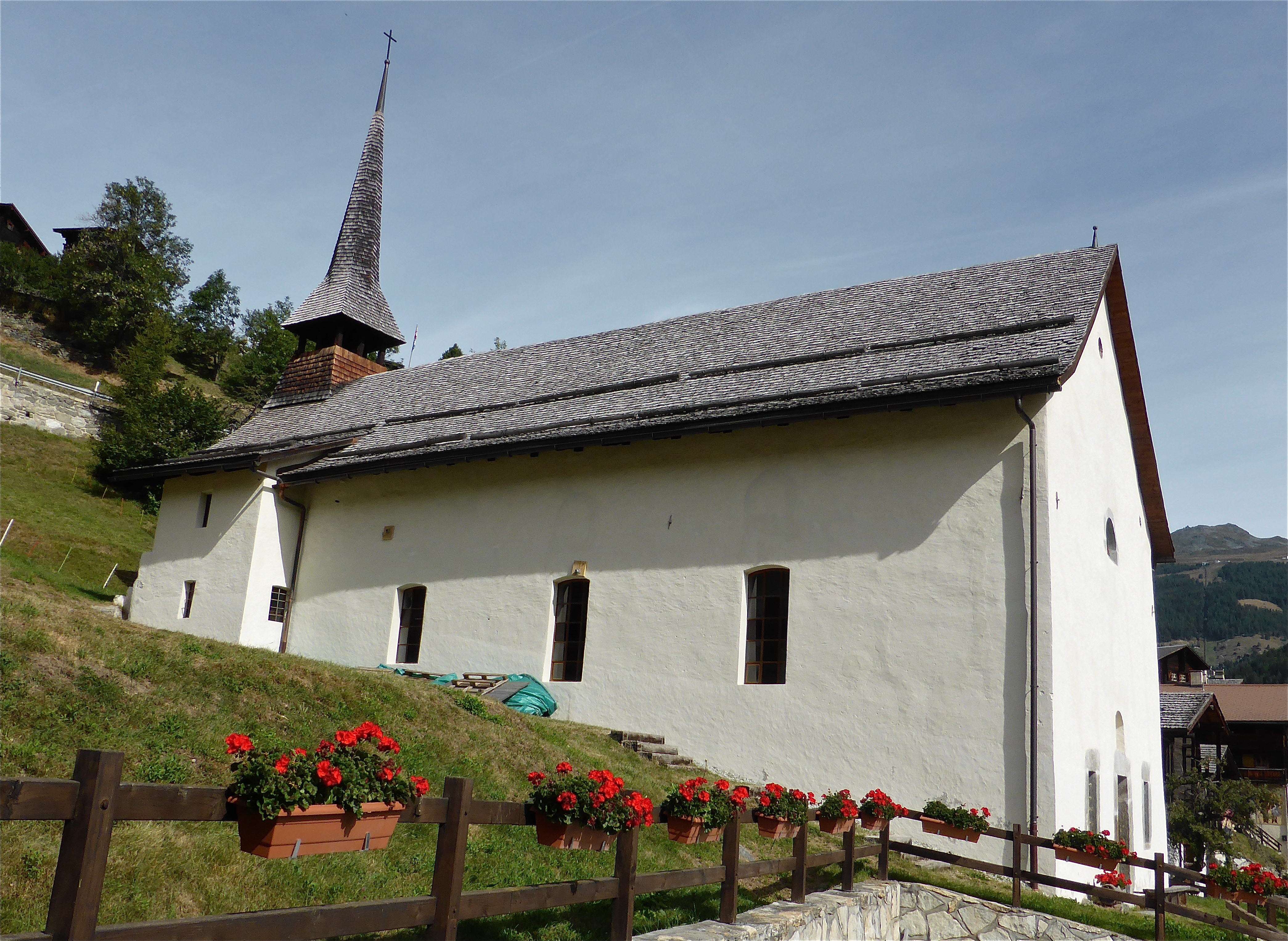
Kirche Saint Jean

Saint-Jean ist eine Burgergemeinde mit einem Burgerrat und war bis zum 31. Dezember 2008 eine politische Gemeinde im Val d’Anniviers, Bezirk Siders des Kantons Wallis in der Schweiz.
Auf den 1. Januar 2009 hat Saint-Jean mit den übrigen fünf Gemeinden des Tals (Ayer, Chandolin, Grimentz, Saint-Luc und Vissoie) zur Gemeinde Anniviers fusioniert.

## Bevölkerung
| Bevölkerungsentwicklung | Bevölkerungsentwicklung | Bevölkerungsentwicklung | Bevölkerungsentwicklung | Bevölkerungsentwicklung | Bevölkerungsentwicklung | Bevölkerungsentwicklung |
| ----------------------- | ----------------------- | ----------------------- | ----------------------- | ----------------------- | ----------------------- | ----------------------- |
| Jahr                    | 1850                    | 1900                    | 1950                    | 1980                    | 2000                    | 2007                    |
| Einwohner               | 297                     | 395                     | 351                     | 165                     | 196                     | 244                     |